# Conseil des agriculteurs du Reich
Le Conseil des agriculteurs du Reich a été une organisation de l'économie et de la politique agricole du Reich allemand de 1933 à 1941.

## Histoire
Le Conseil des agriculteurs du Reich a été créé avec effet au 19 septembre 1933 par le ministre de l'Alimentation et de l'Agriculture du Reich Richard Walther Darré, qui l'a dissous le 22 avril 1941 en raison de la guerre et l'a remplacé par le Conseil consultatif du Reich pour l'alimentation et l'agriculture, lui-même supprimé en 1942 par le secrétaire d'État au ministère de l'Alimentation et de l'Agriculture du Reich Herbert Backe.

## Mission
Le Conseil des agriculteurs du Reich servait de conseil consultatif au chef des paysans du Reich, avec pour objectif de réunir les principaux membres du corps de la production agricole du Reich en un corps du Führer en uniforme, équivalent de la SS pour la paysannerie. Cependant, et en dépit de son lien étroit avec la personne de Darré, l'organisme périclite rapidement. 
Selon les statuts de 1935, l'organisation était composée de membres à part entière (dirigeants des paysans du Reich) et de membres de droit (fonctionnaires du ministère de l'Alimentation du Reich, dirigeants régionaux des  paysans et présidents régionaux).
L'organisme devait soutenir les leaders paysans dans les affaires personnelles, permettre la régulation du commerce avec le Reichsbauernführer. Il est notamment associé à la fête des récoltes du Reich.

## Gouvernance

### Présidents
- Richard Arauner (1934-1936), employé de l'Office du Reich pour la politique agricole, démissionne par décès.
- Erwin Metzner (1936-1939).
- Johannes von Reibnitz (1939), leader régional des agriculteurs de Silésie, démissionne par décès.
- Walther Seidler (1939), acteur.
- Gustav Giesecke (1939-1941), faisant fonction.

### Porte-parole
- Werner Willikens (1934-1935).
- Walter Granzow (1935-1937).
- Wilhelm Bloedorn (1937-1939).
- Erwin Metzner (1939-1941), par intérim.